# Bob Corker
Robert Phillips "Bob" Corker, Jr., född 24 augusti 1952 i Orangeburg i South Carolina, är en amerikansk affärsman och republikansk politiker. Han var ledamot av USA:s senat från delstaten Tennessee 2007–2019.
Corker avlade 1974 kandidatexamen vid University of Tennessee. Han startade senare ett eget företag inom byggbranschen, Bencor. Han sålde företaget 1990.
Corker var borgmästare i Chattanooga mellan åren 2001 och 2005.

## USA:s senat
Corker kandiderade till USA:s senat för delstaten Tennessee 1994, men förlorade i republikanernas primärval mot kandidaten Bill Frist. När partikamraten Frist meddelade att han inte kandiderade för en tredje mandatperiod i senaten 2006, bestämde sig Corker för att kandidera till senaten för Tennessee på nytt. I 2006 års kongressval fick Corker 51 procent av rösterna mot 48 procent för demokraten Harold Ford, Jr. Den 4 januari 2007 tillträdde Corker som ledamot av USA:s senat för Tennessee. I 2012 års kongressval blev Corker omvald för ytterligare en mandatperiod.
Sedan 2015 är han ordförande för senatens utrikesutskott.
Den 26 september 2017 meddelade Corker att han inte skulle söka omval år 2018 för en tredje mandatperiod som senator. Corker hade ett löfte när han ställde upp i senatsvalet år 2006 att bara tjäna två mandatperioder i senaten. Efter att ha meddelat sin avgång, förstärkte Corker sitt motstånd mot president Donald Trump. Corker anklagade Trump för att ljuga, förnedra USA och försvaga dess globala status.
Enligt National Journal 2009 röstnings bedömning, rankades Corker som den 34:e mest konservativa medlemmen i senaten.